# Ciutat de la Justícia (Ciutat de Luxemburg)
La Ciutat de la Justícia (en francès: Cité judiciaire), és un lloc de la ciutat de Luxemburg, al sud del Gran Ducat de Luxemburg, que allotja una sèrie de tribunals i oficines legals. Consolida en un sol indret i expandeix sobre manera la seva capacitat a tots els edificis judicials de la ciutat de Luxemburg, llevat dels relacionats amb les institucions de la Unió Europea.
La ciutat es troba a l'altiplà de Saint-Esprit, intercalada entre l'Alzette i el Pétrusse a la part sud del centre del barri de Ville Haute. Els seus edificis es construeixen en la moderna arquitectura barroca de la vall del Mosel·la, perquè coincideixi amb la zona dels voltants, i van ser dissenyats per l'arquitecte Rob Krier. Planejat des de 1991, la primera pedra de la Ciutat va ser col·locada el 7 d'octubre de 2003, i es va inaugurar oficialment cinc anys més tard, el 6 d'octubre de 2008. Els edificis contenen 43.000 metres quadrats d'espai de planta, incloent tres-centes oficines i setze sales d'audiència.